# The Best of Big Bang 2006-2014
The Best of Big Bang là album tuyển tập thứ sáu của ban nhạc nam Hàn Quốc Big Bang và được phát hành vào ngày 26 tháng 11 năm 2014 bởi hãng thu âm YGEX.

## Bối cảnh
Để kỉ niệm 5 năm hoạt động tại Nhật Bản của Big Bang cũng như quảng bá cho Japan Dome Tour X vào năm 2014, BIGBANG phát hành một album tuyển tập bao gồm các ca khúc hay nhất của nhóm từ khi ra mắt vào năm 2006 tới năm 2014.

## Danh sách bài hát
| CD Disc 1        | CD Disc 1                                               | CD Disc 1                              | CD Disc 1               | CD Disc 1  |
| STT              | Nhan đề                                                 | Phổ lời                                | Từ album                | Thời lượng |
| ---------------- | ------------------------------------------------------- | -------------------------------------- | ----------------------- | ---------- |
| 1.               | "My Heaven"                                             | G-Dragon, Fujibayashi Shoko, Komu      | Big Bang                | 3:52       |
| 2.               | "Gara Gara Go!!" (ガラガラ GO!!)                        | BIG-RON, Shion, Ricci, YUG JAPAN       | Big Bang                | 3:19       |
| 3.               | "Baby Baby" (bản tiếng Nhật của "Last Farewell")        | Emi K.Lynn                             | With U                  | 3:52       |
| 4.               | "Always" (bản tiếng Nhật)                               | Rina Moon                              | Big Bang                | 3:55       |
| 5.               | "Koe o Kikasete" (声をきかせて; Let Me Hear Your Voice) | Yamamoto Narumi, Robin                 | Big Bang 2              | 4:15       |
| 6.               | "Tell Me Goodbye"                                       | Fujibayashi Shouko, Perry              | Big Bang 2              | 4:06       |
| 7.               | "Beautiful Hangover"                                    | G-Dragon, SHIKATA, iNoZzi, Perry Borja | Big Bang 2              | 3:46       |
| 8.               | "Hands Up" (bản tiếng Nhật)                             | G-Dragon, T.O.P                        | Big Bang 2              | 3:59       |
| 9.               | "Tonight" (bản tiếng Nhật)                              | G-Dragon, T.O.P                        | Big Bang 2              | 3:40       |
| 10.              | "Ms.Liar" (bản tiếng Nhật của "Stupid Liar")            | G-Dragon, T.O.P                        | Big Bang 2              | 3:52       |
| 11.              | "Haru Haru" (bản tiếng Nhật)                            | G-Dragon                               | Alive - Monster Edition | 4:17       |
| 12.              | "Fantastic Baby" (bản tiếng Nhật)                       | G-Dragon, Verbal                       | Alive                   | 3:53       |
| 13.              | "Blue" (bản tiếng Nhật)                                 | G-Dragon                               | Alive                   | 3:54       |
| 14.              | "Feeling"                                               | G-Dragon                               | Alive                   | 3:33       |
| 15.              | "Bad Boy" (bản tiếng Nhật)                              | G-Dragon                               | Alive                   | 3:58       |
| 16.              | "Ego"                                                   | G-Dragon                               | Alive                   | 3:25       |
| 17.              | "Monster" (bản tiếng Nhật)                              | G-Dragon, T.O.P                        | Alive - Monster Edition | 4:38       |
| Tổng thời lượng: | Tổng thời lượng:                                        | Tổng thời lượng:                       | Tổng thời lượng:        | 66:14      |

| CD Disc 2        | CD Disc 2                                                  | CD Disc 2              | CD Disc 2             | CD Disc 2  |
| STT              | Nhan đề                                                    | Phổ lời                | Từ album              | Thời lượng |
| ---------------- | ---------------------------------------------------------- | ---------------------- | --------------------- | ---------- |
| 1.               | "Oh Yeah" (bản tiếng Nhật) (GD & TOP hợp tác với Park Bom) | G-Dragon, T.O.P, Teddy | GD & TOP              | 3:17       |
| 2.               | "High High" (bản tiếng Nhật) (GD & TOP)                    | G-Dragon, T.O.P, Teddy | GD & TOP              | 3:08       |
| 3.               | "That XX" (bản tiếng Nhật) (G-Dragon)                      | G-Dragon, Teddy        | One of a Kind         | 3:20       |
| 4.               | "Crooked" (bản tiếng Nhật) (G-Dragon)                      | G-Dragon, Teddy        | Coup d'Etat           | 3:45       |
| 5.               | "Who You?" (bản tiếng Nhật) (G-Dragon)                     | G-Dragon               | Coup d'Etat           | 3:21       |
| 6.               | "Turn It Up" (T.O.P)                                       | T.O.P                  | GD & TOP              | 3:32       |
| 7.               | "Doom Dada" (T.O.P)                                        | T.O.P                  |                       | 3:35       |
| 8.               | "Eyes, Nose, Lips" (bản tiếng Nhật) (Taeyang)              | Taeyang, Teddy         | RISE                  | 3:49       |
| 9.               | "Ringa Linga" (bản tiếng Nhật) (Taeyang)                   | G-Dragon, Tokki        | RISE                  | 3:47       |
| 10.              | "1AM" (bản tiếng Nhật) (Taeyang)                           | Teddy                  | RISE                  | 3:11       |
| 11.              | "Wings" (bản tiếng Nhật) (Daesung)                         | G-Dragon, Daesung      | D'scover              | 3:43       |
| 12.              | "Rainy Rainy" (Daesung)                                    | Daesung, Amon Hayashi  | D'slove               | 4:59       |
| 13.              | "Shut Up" (Daesung)                                        | G-Dragon, Kenn Kato    | D'slove               | 3:30       |
| 14.              | "What Can I Do" (bản tiếng Nhật) (Seungri)                 | Seungri                | V.V.I.P               | 3:38       |
| 15.              | "Gotta Talk To U" (bản tiếng Nhật) (Seungri)               | Seungri                | Let's Talk About Love | 3:35       |
| 16.              | "Strong Baby" (bản tiếng Nhật) (Seungri)                   | G-Dragon               | Remember              | 3:43       |
| Tổng thời lượng: | Tổng thời lượng:                                           | Tổng thời lượng:       | Tổng thời lượng:      | 57:53      |

| CD Disc 3        | CD Disc 3                                   | CD Disc 3        | CD Disc 3           | CD Disc 3  |
| STT              | Nhan đề                                     | Phổ lời          | Từ album            | Thời lượng |
| ---------------- | ------------------------------------------- | ---------------- | ------------------- | ---------- |
| 1.               | "We Belong Together" (hợp tác với Park Bom) |                  | BIGBANG             | 3:58       |
| 2.               | "A Fool of Tears"                           |                  | BIGBANG             | 4:04       |
| 3.               | "V.I.P"                                     |                  | Bigbang is V.I.P    | 3:03       |
| 4.               | "Bigbang"                                   |                  | B I G B A N G 03    | 3:26       |
| 5.               | "La La La"                                  |                  | Bigbang is V.I.P    | 2:59       |
| 6.               | "She Can't Get Enough"                      |                  | Bigbang Vol.1       | 3:31       |
| 7.               | "Dirty Cash"                                |                  | Bigbang Vol.1       | 3:14       |
| 8.               | "Shake It"                                  |                  | Bigbang Vol.1       | 3:46       |
| 9.               | "Lies"                                      | G-Dragon         | Always              | 3:50       |
| 10.              | "Always"                                    |                  | Always              | 3:55       |
| 11.              | "Last Farewell"                             |                  | Hot Issue           | 3:53       |
| 12.              | "Crazy Dog"                                 |                  | Hot Issue           | 3:40       |
| 13.              | "Lady"                                      |                  | Stand Up            | 3:24       |
| 14.              | "Number 1"                                  |                  | Number 1            | 3:20       |
| 15.              | "Sunset Glow"                               |                  | Remember            | 3:27       |
| 16.              | "Hallelujah"                                |                  | Nhạc phim Iris      | 3:16       |
| 17.              | "Lollipop"                                  |                  | 2NE1 1st Mini Album | 3:11       |
| Tổng thời lượng: | Tổng thời lượng:                            | Tổng thời lượng: | Tổng thời lượng:    | 59:57      |

| DVD Disc 1 | DVD Disc 1                                 | DVD Disc 1 |
| STT        | Nhan đề                                    | Thời lượng |
| ---------- | ------------------------------------------ | ---------- |
| 1.         | "My Heaven" (Video âm nhạc)                |            |
| 2.         | "Gara Gara Go!!" (Video âm nhạc)           |            |
| 3.         | "Koe o Kikasete" (Video âm nhạc)           |            |
| 4.         | "Tell Me Goodbye" (Video âm nhạc)          |            |
| 5.         | "Beautiful Hangover" (Video âm nhạc)       |            |
| 6.         | "Tonight" (Video âm nhạc - Bản tiếng Nhất) |            |
| 7.         | "Fantastic Baby" (Video âm nhạc)           |            |
| 8.         | "Blue" (Video âm nhạc)                     |            |
| 9.         | "Bad Boy" (Video âm nhạc)                  |            |
| 10.        | "Monster" (Video âm nhạc)                  |            |
| 11.        | "Oh Yeah" (Video âm nhạc)                  |            |
| 12.        | "Crooked" (Video âm nhạc)                  |            |
| 13.        | "Who You?" (Video âm nhạc)                 |            |
| 14.        | "Turn It Up" (Video âm nhạc)               |            |
| 15.        | "Doom Dada" (Video âm nhạc)                |            |
| 16.        | "Ringa Linga" (Video âm nhạc)              |            |
| 17.        | "1AM" (Video âm nhạc)                      |            |
| 18.        | "Wings" (Video âm nhạc)                    |            |
| 19.        | "Shut Up" (Video âm nhạc)                  |            |
| 20.        | "Gotta Talk To U" (Video âm nhạc)          |            |
| 21.        | "Strong Baby" (Video âm nhạc)              |            |
| 22.        | "We Belong Together" (Video âm nhạc)       |            |
| 23.        | "A Fool’s Only Tears" (Video âm nhạc)      |            |
| 24.        | "La La La" (Video âm nhạc)                 |            |
| 25.        | "Dirty Cash" (Video âm nhạc)               |            |
| 26.        | "Lies" (Video âm nhạc)                     |            |
| 27.        | "Always" (Video âm nhạc)                   |            |
| 28.        | "Last Farewell" (Video âm nhạc)            |            |
| 29.        | "Haru Haru" (Video âm nhạc)                |            |
| 30.        | "Number 1" (Video âm nhạc)                 |            |
| 31.        | "Sunset Glow" (Video âm nhạc)              |            |
| 32.        | "Lollipop" (Video âm nhạc)                 |            |

| DVD Disc 2 (2014 A-Nation Performances) | DVD Disc 2 (2014 A-Nation Performances)         | DVD Disc 2 (2014 A-Nation Performances) |
| STT                                     | Nhan đề                                         | Thời lượng                              |
| --------------------------------------- | ----------------------------------------------- | --------------------------------------- |
| 1.                                      | "Tonight" (Biểu diễn trực tiếp)                 |                                         |
| 2.                                      | "Hands Up" (Biểu diễn trực tiếp)                |                                         |
| 3.                                      | "Fantastic Baby" (Biểu diễn trực tiếp)          |                                         |
| 4.                                      | "Feeling" (Biểu diễn trực tiếp)                 |                                         |
| 5.                                      | "Gara Gara Go" (Biểu diễn trực tiếp)            |                                         |
| 6.                                      | "Haru Haru" (Biểu diễn trực tiếp)               |                                         |
| 7.                                      | "Bad Boy" (Biểu diễn trực tiếp)                 |                                         |
| 8.                                      | "Let Me Hear Your Voice" (Biểu diễn trực tiếp)  |                                         |
| 9.                                      | "My Heaven" (Biểu diễn trực tiếp)               |                                         |
| 10.                                     | "Fantastic Baby (Encore)" (Biểu diễn trực tiếp) |                                         |

## Diễn xếp hạng
Album xuất phát ở vị trí số 1 trên bảng xếp hạng Oricon hàng ngày với doanh số 93.226 bản. Trong tuần đầu tiên album bán được 120.000 bản và xếp thứ nhất trên bảng xếp hạng Oricon hàng tuần và trở thành doanh số tuần đầu tiên cao nhất của nhóm, phá kỉ lục trước đó của album Big Bang 2 vào tháng 5 năm 2011 với 65.000 bản.

### Xếp hạng
| Bảng xếp hạng          | Vị trí cao nhất | Doanh thu ra mắt |
| ---------------------- | --------------- | ---------------- |
| Oricon Album Hàng ngày | 1               | 93.226           |
| Oricon Album Hàng tuần | 1               | 146.582          |

## Lịch sử phát hành
| Quốc gia | Ngày                 | Định dạng           | Hãng thu âm |
| -------- | -------------------- | ------------------- | ----------- |
| Nhật Bản | 26 tháng 11 năm 2014 | Tải kĩ thuật số, CD | YGEX        |